# Большой театр
Держа́вний академі́чний Великий теа́тр Росі́ї, Держа́вний академі́чний теа́тр о́пери та бале́ту Росі́ї, або просто Великий теа́тр — найбільший в Росії театр опери та балету. Розташований у центрі Москви, на Театральній площі.
В українській мові іноді вживаються також назви Держа́вний академі́чний Вели́кий теа́тр Росі́ї (ДАВТ) або просто Вели́кий теа́тр Росі́ї.

## Перші кроки
Історія театру починається з 1776 року, коли губернський прокурор князь Петро Васильович Урусов отримав дозвіл імператриці Катерини II «утримувати… театральні всякого роду вистави, а також концерти, воксали та маскаради». Князь почав будівництво театру, який — за місцем розташування на вулиці Петровка (на правом березі Неглінки) — був названий Петровським. Однак театр Урусова згорів ще до відкриття, і князь передав завдання своєму компаньйонові, англійському підприємцю Майклу (Михайлу) Медоксу. Якраз Медокс побудував Великий театр.
Петровський театр Медокса простояв 25 років — 8 жовтня 1805 року будинок згорів. Новий будинок було побудовано Карлом Івановичем Россі на Арбатській площі. Однак і він, будучи дерев'яним, згорів у 1812, під час захоплення Москви Наполеоном.
У 1821 році почалось будівництво театру на першому місці за проєктом О. Бове та ректора петербурзької академії А. Михайлова. Театр відкрили 6 (18) січня 1825 року виставою «Торжество муз».
1842 року театр перейшов під керівництво петербурзької дирекції імператорських театрів; з Петербурга до Москви переїхала оперна трупа.
11 березня 1853 театр згорів; вогонь зберіг лише зовнішні стіни та колонаду головного входу. За три роки театр був відновлений під керівництвом архітектора А. К. Кавоса. Замість втраченої під час пожежі алебастрової скульптури Аполлона над головним портиком встановили бронзову квадригу роботи Петра Клодта. Театр відкрився знову 20 серпня 1856 року.
29 листопада 2002 року прем'єрою опери Миколи Андрійовича Римського-Корсакова «Снігуронька» відкрилася Нова сцена Великого театру.
1 липня 2005 року Головна сцена Великого театру зачинилася на реконструкцію. Останнім спектаклем, показаним на головній сцені до закриття, стала опера Модеста Петровича Мусоргського «Борис Годунов» (30 червня 2005 року). Відкриття відбулося 28 жовтня 2011 р.

## Трупа
Театр має балетну й оперну трупи, Оркестр Великого театру та Сценно-духовий оркестр.

### Балетна трупа
- Карпакова Поліна Михайлівна (друга половина XIX сторіччя)
- Безсмертнова Наталія Ігорівна (1961—1995 роки)
- Цискарідзе Микола Максимович
- Овчаренко Артем В'ячеславович

### Оперна трупа
- Оленін Петро Сергійович (1900—1903)

Співаки:
- Шаляпін Федір Іванович
- Собінов Леонід Віталійович
- Держинська Ксенія Георгіївна
- Лемешев Сергій Якович
- Рейзен Марк Осипович
- Козловський Іван Семенович
- Лисиціан Павло Герасимович
- Образцова Олена Василівна
- Маторин Володимир Анатолійович
- Журіна Ірина Михайлівна
- Сергієнко Людмила Борисівна
- Верестников Владислав Аркадійович
- Цесевич Платон Іванович